# クリストーバル・コロン (フリゲート)
クリストーバル・コロン（スペイン語：Cristóbal Colón F-105）は、スペイン海軍のフリゲート。アルバロ・デ・バサン級フリゲートの5番艦。艦名はクリストファー・コロンブスに由来する。
当初の艦名はロヘル・デ・ラウリア（es:Roger de Lauria）が予定されていたが変更され、クリストーバル・コロンとなる。

## 艦歴
「クリストーバル・コロン」は、イージスシステム搭載型フリゲートとしてナバンティアフェロル造船所で建造され、2007年6月29日起工、2010年11月4日進水、2012年10月23日に就役した。